# Dzień Islamu
Dzień Islamu w Kościele katolickim w Polsce – obchodzony jest corocznie 26 stycznia, jako dzień modlitw poświęcony islamowi. Został ustanowiony w 2001 roku przez Komitet ds. Dialogu z Religiami Niechrześcijańskimi.

## Historia
Jednym z inicjatorów modlitewnych spotkań katolików i muzułmanów była Fundacja Dzieło Odbudowy Miłości. W połowie 1997 r., podczas Dni Tatarskich w Warszawie zrodziła się idea powołania Rady Wspólnej Katolików i Muzułmanów. Zarejestrowano ją w lutym 1999 r. Członkowie Rady spotkali się w 1999 r. z Janem Pawłem II w Drohiczynie, podczas odbywającej się w tym czasie pielgrzymki papieża w Polsce.
Dzień Islamu w Kościele katolickim w Polsce obchodzony jest od 2001 r. Został on ustanowiony decyzją Konferencji Episkopatu Polski jako „dzień modlitw poświęcony islamowi”. Organizuje go Komitet ds. Dialogu z Religiami Niechrześcijańskimi, który wchodzi w skład Rady ds. Dialogu Międzyreligijnego Konferencji Episkopatu Polski i zajmuje się przede wszystkim dialogiem z islamem. Przewodniczący Komitetu uczestniczy w pracach Rady Wspólnej Katolików i Muzułmanów – jedynej takiej organizacji na świecie.

## Obchody
Centralne obchody tego dnia odbywają się w Warszawie.